# Bjoernstadia kasuluensis
Bjoernstadia kasuluensis is een vlinder uit de familie Metarbelidae. De wetenschappelijke naam van deze soort is voor het eerst gepubliceerd in 2012 door Ingo Lehmann.
De soort komt voor in Tanzania.